# Nemanja Mihajlović
Nemanja Mihajlović (Servisch: Немања Михајловић) (Belgrado, 19 januari 1996) is een Servisch voetballer die bij voorkeur uitkomt als linksbuiten.

## Clubcarrière

### FK Rad
Mihajlović debuteerde op 3 april 2013 op zeventienjarige leeftijd in het betaald voetbal. Hij kwam die dag uit voor FK Rad tijdens een wedstrijd in de Superliga tegen FK Donji Srem. Hij droeg in totaal 58 wedstrijden het shirt van de club uit Belgrado en kwam daarin vijf keer tot scoren en vijf keer tot een assist.

### FK Partizan
Mihajlović tekende in december 2015 een driejarig contract bij FK Partizan, waarvoor hij op 21 februari 2016 zijn debuut maakte. Elf dagen na zijn maakte scoorde hij zijn eerste doelpunt, in de kwartfinale van de Servische bekercompetitie tegen Radnički Niš. Met Partizan wist Mihajlović het kampioenschap in 2016/17 te winnen. Ook won Mihajlović in 2015/16 en 2016/17 de Beker van Servië met de club.

### sc Heerenveen
Mihajlović tekende in juli 2017 een contract tot medio 2020 bij sc Heerenveen, dat hem overnam van Partizan. In zijn verbintenis werd een optie opgenomen voor nog een seizoen.

## Interlandcarrière
Mihajlović speelde voor Servië –16, Servië –17, Servië –19 . Hij debuteerde in 2016 in Servië –21, in een kwalificatiewedstrijd voor het EK –21 in 2017 tegen Andorra –21.

## Erelijst
Partizan Belgrado
- Servische Superliga

2016/17
- Beker van Servië

2015/16, 2016/17